# Elena Levit
Elena Levit (* 20. Jahrhundert in Russische SFSR als Elena Rafajewitsch) ist eine deutsche Klavierpädagogin. Sie ist Honorarprofessorin am Institut zur Früh-Förderung musikalisch Hochbegabter der Hochschule für Musik, Theater und Medien Hannover.

## Leben
Elena Levit ist Enkelschülerin von Heinrich Neuhaus, denn sie studierte bei der Neuhaus-Schülerin Berta Maranz an der Musikhochschule in Nischni Nowgorod. Sie schloss ihre pädagogische Promotion in Nischni Nowgorod an der Linguistics University ab. 1995 übersiedelte sie mit ihrer Familie einschließlich ihrem Sohn Igor Levit als jüdische Kontingentflüchtlinge von Russland nach Hannover.
Levit ist seit Gründung des Instituts zur Früh-Förderung musikalisch Hochbegabter in 2000 als freie Klavierlehrerin tätig. Seit dem Sommersemester 2005 hat sie kontinuierlich einen Lehrauftrag inne. Nach dem Tod vom Klavierlehrer Karl-Heinz Kämmerling in 2012 wurde sie seine Nachfolgerin. Ihre Aufgabe ist die Förderung pianistischer Spitzentalente im Kinder- und Jugendlichenalter. Ihre pädagogische Arbeit und künstlerische Haltung orientiert sich an der Russischen Schule des Klavierspiels.
Im Jahre 2013 habilitierte sich Elena Levit in der Fachrichtung allgemeine Pädagogik und erhielt 2014 zusammen mit der Bestätigung des Doktortitels Dr. päd. das Diplom des russischen Bildungsministeriums.
Elena Levit wurde 2016 von der Hochschule für Musik, Theater und Medien Hannover in Anerkennung ihrer besonderen Verdienste am Institut zur Früh-Förderung musikalisch Hochbegabter zur Honorarprofessorin ernannt.
Sie tritt als Jury-Mitglied bei internationalen Klavierwettbewerben auf, u.a beim International piano academy & competition 2023 in Fulda und beim International Béla Bartók Piano Competition 2024 in Graz.
Die Schüler von Elena Levit, darunter Elisabeth Brauß, haben zahlreiche nationale und internationale Preise und Stipendien gewonnen.